# Hurrikan Guillermo (1997)
Hurrikan Guillermo war der siebte Sturm der sehr aktiven pazifischen Hurrikansaison im Jahr 1997. Er formte sich am 16. Juli als eine tropische Welle vor der Küste Afrikas und erreichte den Pazifik elf Tage später. Guillermo wurde am 24. August, einen Monat nach seiner Entstehung im Atlantik, von einem außertropischen Tief absorbiert. Bis auf verstärkten Seegang und verstärkte Brandung an der Küste Kaliforniens hatte Guillermo keine Auswirkungen auf das Festland. Es wurden drei Menschen direkt von Guillermo getötet.
Guillermo war der zwölfte Hurrikan, der im östlichen pazifischen Becken die Kategorie fünf auf der Saffir-Simpson-Hurrikan-Windskala erreichte. Der niedrigste Luftdruck betrug 919 mbar und war damit zum damaligen Zeitpunkt der zweitstärkste Hurrikan in der Geschichte der Wetteraufzeichnungen in diesem Gebiet.

## Sturmverlauf

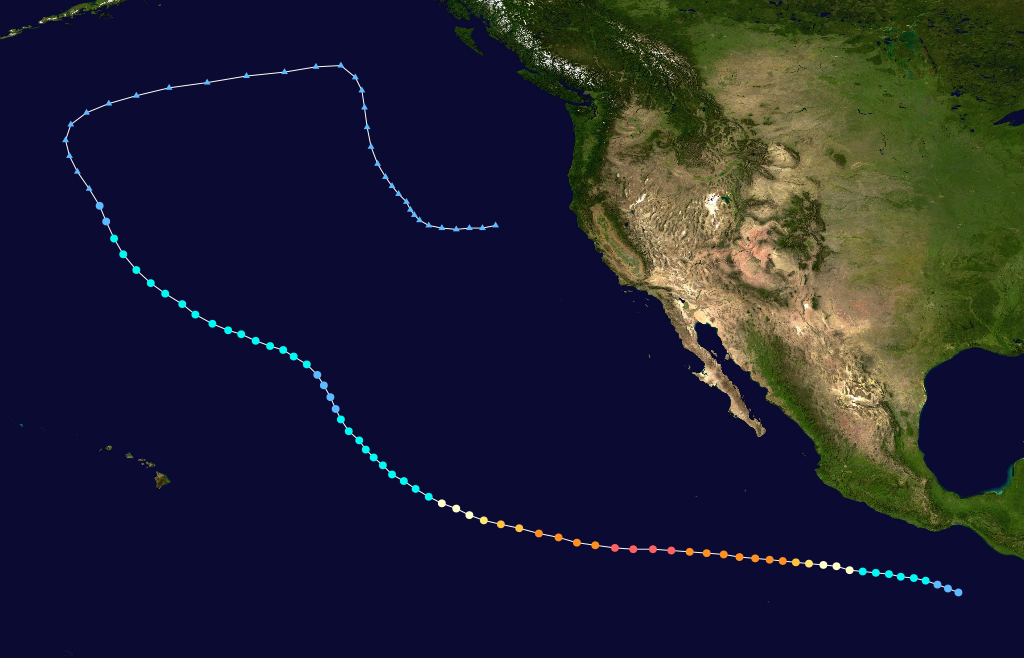
Zugweg von Guillermo

Radiosondendaten von Dakar zeigten, dass sich am 16. Juli eine tropische Welle vor der Küste Afrikas gebildet hatte. Diese Welle zog, mit nur geringer Änderung der Konvektion durch starke Westwinde, westwärts. Hochrechnungen ergaben, dass die Welle in einem bewölkten Gebiet an der Pazifikküste Mexikos am 27. Juli ankommen würde. Die Konvektion wurde stärker und die Welle verstärkte sich am 30. Juli zum tropischen Tief 10-E, 555 km südlich von Salina Cruz, Mexiko. Dieses Tief gewann über dem Pazifischen Ozean schnell an Stärke und wurde bereits am Tag darauf zum tropischen Sturm Guillermo. Nachdem Wolkenzirkulation eingesetzt hatte und der Sturm weiter an Stärke gewonnen hatte, wurde er am 1. August in der Nähe von Acapulco zum Hurrikan. Nachdem sich die Ausströmung in der Höhe gut entwickelt hatte, bildete der Hurrikan ein Auge und Guillermo verstärkte sich am 2. August um 12:00 UTC in einen Kategorie-2-Hurrikan. Bereits sechs Stunden später erreichte er die Kategorie 3 und weitere sechs Stunden später war er ein Kategorie-4-Hurrikan.
Während der Hurrikan über den östlichen Pazifik zog, variierte er in seiner Stärke. Am 5. August erreichte Guillermo mit Windgeschwindigkeiten von 260 km/h und einem minimalen Luftdruck von 919 mbar Kategorie-5-Status und zählte damit zu einem der stärksten Stürme des Ostpazifiks.

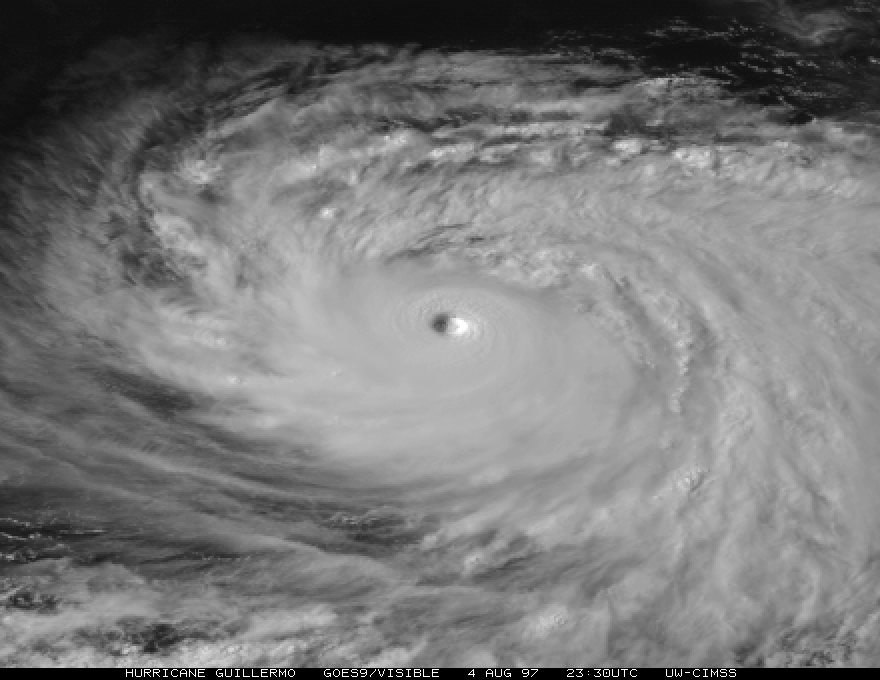
Hurrikan Guillermo am 4. August

So schnell sich Guillermo intensivierte, so rasch verlor er an Kraft. Kurz bevor er in den Zentralpazifik gelangte, erreichte er am 10. August nur noch die Stärke eines tropischen Sturms. Nur kurze Zeit später begann er sich abzuschwächen und wurde am 10. August, kurz bevor er das Zentralpazifische Becken erreichte, zu einem tropischen Sturm zurückgestuft. Nach der Überquerung des 140. westlichen Längengrades übernahm das Central Pacific Hurricane Center die Überwachung des Sturms. Guillermo schwächte sich weiter zu einem tropischen Tief ab, gewann kurz darauf jedoch wieder die Stärke eines tropischen Sturms. In der Nähe der Hawaiischen Inseln zog er zeitweise Richtung West-Nordwest und schwächte sich am 15. August erneut zu einem tropischen Tiefdruckgebiet ab. Am 16. August wurde Guillermo zu einem außertropischen Wirbelsturm und drehte auf eine ostnordöstliche Bahn. Dabei zog er parallel zur Küste Alaskas, wobei er einen Abstand von etwa 800 km hielt. Am 19. August, etwa 925 km vor der Küste British Columbias, wandte er sich nach Süden. Guillermo wurde schließlich am 24. August vor der Küste Kaliforniens von einem außertropischen Tiefdruckgebiet absorbiert.

## Auswirkungen
| Name      | Saison |
| --------- | ------ |
| Patsy     | 1959   |
| "Mexico"  | 1959   |
| Ava       | 1973   |
| Emilia    | 1994   |
| Gilma     | 1994   |
| John      | 1994   |
| Guillermo | 1997   |
| Linda     | 1997   |
| Elida     | 2002   |
| Hernan    | 2002   |
| Kenna     | 2002   |
| Ioke      | 2006   |
| Rick      | 2009   |
| Celia     | 2010   |
| Patricia  | 2015   |

Guillermo führte an der Küste Südkaliforniens und Niederkaliforniens zu einer hohen Brandung. Diese erreichte durchschnittlich 1,8–2,4 m, örtlich mehr als 3 m. Die durch Guillermo verursachten Wellen trafen auf die Strände des Orange County mit einer Wellenhöhe von 1,8–3,6 m. Hunderte von Personen mussten aus dem Wasser gerettet werden und der Sog der Wellen führte zu drei Verletzten und einem Toten. Am 5. August wurde ein 19-jähriger Mann am Huntington Beach Pier weggespült und seine Leiche erst einige Tage später gefunden. Am 6. August wurde zwei Teenager am Strand von Corona del Mar verletzt, ein weiterer wurde mit Nackenverletzungen ins Krankenhaus gebracht. Allein am 5. und 6. August absolvierten Lebensretter in Newport Beach fast 300 Einsätze. Zwischen dem 15. und 17. August erreichten die Wellen auf Hawaii ihren höchsten Wert. Sie verursachten keine Sachschäden und waren an den östlichen Uferlinien bis zu 3 m hoch.
Zum damaligen Zeitpunkt war Guillermos minimaler Zentralluftdruck von 919 mbar (919 hPa) der zweitstärkste pazifische Hurrikan seit Beginn der Aufzeichnungen, lediglich Hurrikan Ava war stärker gewesen. Später in der Saison setzte Hurrikan Linda einen neuen Rekordwert und in späteren Jahren erreichten die Hurrikane Kenna und Ioke beide einen niedrigeren Luftdruck als Guillermo. Guillermo ist aber der stärkste pazifische Hurrikan, der sich im August gebildet hat. Seine Dauer von 16,5 Tagen ist die sechstlängste im östlichen und zentralen Pazifischen Ozean beobachtete.
Der Name Guillermo wurde nicht von der Liste der Namen tropischer Wirbelstürme gestrichen und während der Saison 2003 wieder verwendet. Er steht auf der Liste für die Saison 2009.